# Runcinioides argenteus
Espèce
Synonymes
- Runcinioides nigromaculatus Mello-Leitão, 1929
- Metadiaea paranensis Mello-Leitão, 1932

Runcinioides argenteus est une espèce d'araignées aranéomorphes de la famille des Thomisidae.

## Distribution
Cette espèce se rencontre au Brésil et en Guyane.

## Description
Le mâle décrit par Faleiro et Santos en 2019 mesure 4,4 mm et la femelle 3,73 mm, les mâles mesurent de 3,41 à 5,04 mm et les femelles de 2,92 à 5,95 mm.

## Publication originale
- Mello-Leitão, 1929 : Aphantochilidas e Thomisidas do Brasil. Archivos do Museu Nacional, Rio de Janeiro, vol. 31, p. 9-359.